# 津山口
津山口（つやまぐち）は岡山県津山市にある地名。郵便番号は708-0884。

## 地理
吉井川の南に位置する。地内には自動車販売の店が多く存在する。

### 河川
- 吉井川

## 歴史

### 沿革
- 1889年6月1日 - 町村制施行に伴い、久米南条郡北村が同郡一方村、井口村、大谷村、皿村、高尾村、中島村、平福村、福田村と合併し、佐良山村となる。北村は大字北となる。
- 1900年4月1日 - 久米南条郡が久米北条郡と合併し、久米郡となる。
- 1901年4月1日 - 佐良山村大字大谷が福岡村へ編入される。
- 1941年2月11日 -久米郡佐良山村が苫田郡東苫田村とともに津山市へ編入される。大字北を津山口と改称。

## 世帯数と人口
2021年（令和3年）1月1日現在の世帯数と人口は以下の通りである。
| 町丁   | 世帯数  | 人口  |
| ------ | ------- | ----- |
| 津山口 | 441世帯 | 772人 |

## 小・中学校の学区
市立小・中学校に通う場合、学区は以下の通りとなる。
| 番地 | 小学校           | 中学校               |
| ---- | ---------------- | -------------------- |
| 全域 | 津山市立南小学校 | 津山市立津山西中学校 |

## 交通

### 鉄道
- JR津山線 津山口駅

### 道路
- 国道53号
- 国道179号
- 国道429号

上記3つの重複区間

## 施設
- 津山総合食品卸売市場協同組合
- トヨタレンタリース新岡山レンタ新津山店
- トヨタカローラ岡山津山店
- ネッツトヨタ山陽津山店
- 両備ホールディングス両備バスカンパニー津山営業所
- 日産サティオ岡山津山店
- 岡山日野自動車津山支店
- 津山スズキ販売
- つるや津山口店
- ヤクルト津山販売
- 津山口郵便局
- ツモクボウリング